# Shkodran Mustafi
Shkodran Mustafi, född 17 april 1992 i Bad Hersfeld, är en tysk före detta fotbollsspelare. Han representerade under sin karriär det tyska landslaget.
Mustafi, som är av etnisk albansk härkomst, blev för första gången uttagen i Tysklands A-landslag till träningslandskampen mot Chile den 5 mars 2014. Han debuterade dock inte förrän den 13 maj 2014 i en 0–0-match mot Polen.
Efter att inte spelat fotboll sedan sommaren 2023 meddelade Mustafi i juni 2024 att han avslutade sin spelarkarriär. Han fick då en roll som assisterande tränare i det tyska U17-landslaget.